# Roots to Branches
Roots to Branches (1995) je jméno alba od skupiny Jethro Tull. Oslavuje hudební návrat k formě, která nese charakteristické znaky klasických J. Tull v 70. letech, progresivní rock a folk-rockové kořeny, smíšené s arabskými a dálněvýchodními vlivy. Všechny skladby byly napsány Ianem Andersonem a nahrány v jeho domácím studiu.

## Seznam skladeb
| Pořadí         | Název                        | Délka |
| -------------- | ---------------------------- | ----- |
| 1.             | Roots To Branches            | 5:11  |
| 2.             | Rare And Precious Chain      | 3:35  |
| 3.             | Out Of The Noise             | 3:25  |
| 4.             | This Free Will               | 4:05  |
| 5.             | Valley                       | 6:07  |
| 6.             | Dangerous Veils              | 5:35  |
| 7.             | Beside Myself                | 5:50  |
| 8.             | Wounded, Old And Treacherous | 7:50  |
| 9.             | At Last, Forever             | 7:55  |
| 10.            | Stuck In The August Rain     | 4:06  |
| 11.            | Another Harry's Bar          | 6:21  |
| Celková délka: | Celková délka:               | 60:00 |

## Obsazení
- Ian Anderson – Zpěv, koncertní flétna, bambusová flétna, akustická kytara
- Martin Barre – Elektrické kytary
- Doane Perry – Bicí
- Andrew Giddings – Klávesy
- Dave Pegg – Basová kytara (skladby 3, 5, 11)
- Steve Bailey – Basová kytara (skladby 1, 6, 7, 8, 9, 10)

## Žebříček
Kategorie album – Billboard (USA)
| Rok  | Žebříček          | Umístění |
| ---- | ----------------- | -------- |
| 1995 | The Billboard 200 | 114      |

## Přehled vydání
- 1995, UK, Chrysalis 8-35418-4, 31. srpna 1995, kazeta
- 1995, UK, Chrysalis CDCHR 6109, 4. září 1995, CD
- 1995, UK, Chrysalis CHR 6109, 4. září 1995, LP
- 1995, UK, Chrysalis TCCHR 6109, ? ? 1995, kazeta
- 1995, UK, Chrysalis 8-35418-2, ? ? 1995, CD
- 1995, U.S., Chrysalis F2 35418, 12. září 1995, CD
- 1995, U.S., Chrysalis CHR 6109, 12. září 1995, LP
- 1995, Australia, Chrysalis CDCHR 6109, 27. října 1995, CD